# Lindneromyia merimbulae
Lindneromyia merimbulae är en tvåvingeart som beskrevs av Chandler 1994. Lindneromyia merimbulae ingår i släktet Lindneromyia och familjen svampflugor.
Artens utbredningsområde är New South Wales. Inga underarter finns listade i Catalogue of Life.